# Gouvernement Pahor
République de Slovénie
Janša I Janša II
Le gouvernement Pahor (en slovène : 9. vlada Republike Slovenije) est le gouvernement de la république de Slovénie entre le 22 novembre 2008 et le 10 février 2012, durant la 5e législature de l'Assemblée nationale.
Il est dirigé par le social-démocrate Borut Pahor, vainqueur des élections législatives, et repose sur une coalition de quatre partis de centre gauche. Il succède au premier gouvernement de centre droit de Janez Janša. Après la rupture de la majorité et l'échec de Pahor aux élections législatives anticipées de 2011, il cède le pouvoir au gouvernement Janša II.

## Historique
Dirigé par le nouveau président du gouvernement social-démocrate Borut Pahor, anciennement président de l'Assemblée nationale, ce gouvernement est constitué et soutenu par une coalition de centre gauche entre les Sociaux-démocrates (SD), Réel - Nouvelle politique (Zares), le Parti démocrate des retraités slovènes (DeSUS) et la Démocratie libérale slovène (LDS). Ensemble, ils disposent de 50 députés sur 90, soit 55,6 % des sièges de l'Assemblée nationale.
Il est formé à la suite des élections législatives du 21 septembre 2008.
Il succède donc au premier gouvernement du conservateur-libéral Janez Janša, constitué d'une coalition de centre droit entre le Parti démocratique slovène (SDS), Nouvelle Slovénie (NSi), le Parti populaire slovène (SLS) et le DeSUS.

### Formation
Au cours du scrutin, les Sociaux-démocrates de Borut Pahor deviennent le premier parti de Slovénie en enregistrant une progression de 20 points par rapport au scrutin précédent. Ils devancent de peu le Parti démocratique du président du gouvernement Janez Janša. Pahor semble plus à même de réunir une majorité, ses deux alliés de Réel et la Démocratie libérale ayant obtenu une représentation parlementaire, alors que parmi les soutiens de Janša, le Parti populaire est en recul et la Nouvelle Slovénie se trouve exclue de l'Assemblée. Le Parti des retraités se dit en outre prêt à s'associer aux partis du centre gauche.
Le 3 novembre, le président de la République Danilo Türk confie à Borut Pahor la mission de former le nouvel exécutif slovène. Un accord politique de coalition est conclu trois jours plus tard entre les SD, Zares, le DeSUS et la LDS, qui doivent encore s'accorder sur la répartition des portefeuilles ministériels. La candidature de Pahor est confirmée par l'Assemblée nationale le 7 novembre, par 56 voix pour et 24 contre, seul le SDS ayant décidé de s'opposer à lui.
L'équipe gouvernementale, composée de 18 ministres, se soumet au vote de confiance des parlementaires deux semaines et demi plus tard, le 21 novembre. Elle reçoit l'investiture des députés par 56 suffrages favorables et 30 contre.

### Succession
Au lendemain de la démission de la ministre du Développement régional, le Parti des retraités annonce le 19 avril 2011 qu'il se retire de la coalition au pouvoir, privant le gouvernement Pahor de sa majorité absolue au sein de l'hémicycle parlementaire en pleine crise politique autour de la réforme du marché du travail et du système de retraite.
À quelques jours d'un triple référendum portant sur la réforme des retraites, la lutte contre le travail au noir et la limitation de l'accès aux archives de l'époque communiste le 5 juin 2011, le président de Zares et ministre de la Science Gregor Golobič dépose sa démission. Après que les scrutins se sont soldés par le rejet des projets du gouvernement, Pahor annonce deux semaines plus tard que Zares compte également se retirer du gouvernement.
Le 20 septembre, Borut Pahor sollicite la confiance de l'Assemblée nationale sur un remaniement ministériel destiné à combler les portefeuilles vacants. Elle lui est refusée avec 51 votes contre et 36 pour. Le président Türk annonce une semaine plus tard la dissolution de l'Assemblée et la convocation d'élections anticipées le 4 décembre. Près de deux mois après le scrutin, Janez Janša forme son deuxième gouvernement avec cinq partis de centre droit.

## Composition

### Initiale (21 novembre 2008)
| Portefeuille                                                                   | Titulaire | Titulaire | Parti |
| ------------------------------------------------------------------------------ | --------- | --- | ----- |
| Président du gouvernement                                                      |           | Borut Pahor | SD    |
| Ministre des Finances                                                          |           | Franc Križanič | SD    |
| Ministre de l'Intérieur                                                        |           | Katarina Kresal | LDS   |
| Ministre des Affaires étrangères                                               |           | Samuel Žbogar | SD    |
| Ministre de la Justice                                                         |           | Aleš Zalar | LDS   |
| Ministre de la Défense                                                         |           | Ljubica Jelušič | SD    |
| Ministre du Travail, de la Famille et des Affaires sociales                    |           | Ivan Svetlik | DeSUS |
| Ministre de l'Économie                                                         |           | Matej Lahovnik (jusqu'au 16/07/2010) Darja Radić (jusqu'au 27/06/2011)                                                 | Zares |
| Ministre de l'Agriculture, des Forêts et de l'Alimentation                     |           | Milan Pogačnik (jusqu'au 10/03/2010)                                                                                   | SD    |
| Ministre de l'Agriculture, des Forêts et de l'Alimentation                     |           | Henrik Gjerkeš a.i. (jusqu'au 05/05/2010)                                                                              | DeSUS |
| Ministre de l'Agriculture, des Forêts et de l'Alimentation                     |           | Dejan Židan | SD    |
| Ministre de la Culture                                                         |           | Majda Širca (jusqu'au 27/06/2011)                                                                                      | Zares |
| Ministre de l'Environnement et l'Aménagement du territoire                     |           | Karl Erjavec (jusqu'au 12/02/2010) Roko Žarnić                                                                         | DeSUS |
| Ministre des Transports                                                        |           | Patrick Vlačič | SD    |
| Ministre de l'Éducation et des Sports                                          |           | Igor Lukšič | SD    |
| Ministre de la Santé                                                           |           | Borut Miklavčič (jusqu'au 07/04/2010) Dorijan Marušič                                                                  | SD    |
| Ministre de l'Administration publique                                          |           | Irma Pavlinič Krebs (jusqu'au 27/06/2011)                                                                              | Zares |
| Ministre de l'Enseignement supérieur, de la Science et de la Technologie       |           | Gregor Golobič (jusqu'au 02/06/2011)                                                                                   | Zares |
| Ministre de l'Enseignement supérieur, de la Science et de la Technologie       |           | Igor Lukšić a.i. (à partir du 23/06/2011)                                                                              | SD    |
| Ministre sans portefeuille Chargé des Slovènes de l'étranger                   |           | Boštjan Žekš | Sans  |
| Ministre sans portefeuille Chargé l'Autonomie locale et la Politique régionale |           | Zlata Ploštajner (jusqu'au 22/10/2009) Henrik Gjerkeš (jusqu'au 21/12/2010) Duša Trobec Bučan (du 11/01 au 18/04/2011) | DeSUS |
| Ministre sans portefeuille Chargé l'Autonomie locale et la Politique régionale |           | Boštjan Žekš (à partir du 21/04/2011)                                                                                  | Sans  |
| Ministre sans portefeuille Chargé du Développement et des Affaires européennes |           | Mitja Gaspari | Sans  |

### Remaniement du 11 juillet 2011
- Les nouveaux ministres sont indiqués en gras, ceux ayant changé d'attributions en italique.

| Portefeuille | Titulaire | Titulaire                                             | Parti |
| --- | --------- | ----------------------------------------------------- | ----- |
| Président du gouvernement Ministre de l'Administration publique a.i.                                                |           | Borut Pahor                                           | SD    |
| Ministre des Finances                                                                                               |           | Franc Križanič                                        | SD    |
| Ministre de l'Intérieur                                                                                             |           | Katarina Kresal (jusqu'au 17/08/2011) Aleš Zalar a.i. | LDS   |
| Ministre des Affaires étrangères                                                                                    |           | Samuel Žbogar                                         | SD    |
| Ministre de la Justice                                                                                              |           | Aleš Zalar                                            | LDS   |
| Ministre de la Défense                                                                                              |           | Ljubica Jelušič                                       | SD    |
| Ministre du Travail, de la Famille et des Affaires sociales                                                         |           | Ivan Svetlik                                          | Sans  |
| Ministre de l'Économie a.i. Ministre sans portefeuille Chargé du Développement et des Affaires européennes          |           | Mitja Gaspari                                         | Sans  |
| Ministre de l'Agriculture, des Forêts et de l'Alimentation                                                          |           | Dejan Židan                                           | SD    |
| Ministre de la Culture a.i. Ministre sans portefeuille Chargé des Slovènes de l'étranger                            |           | Boštjan Žekš                                          | Sans  |
| Ministre de l'Environnement et l'Aménagement du territoire                                                          |           | Roko Žarnić                                           | DeSUS |
| Ministre des Transports                                                                                             |           | Patrick Vlačič                                        | SD    |
| Ministre de l'Éducation et des Sports Ministre de l'Enseignement supérieur, de la Science et de la Technologie a.i. |           | Igor Lukšič                                           | SD    |
| Ministre de la Santé                                                                                                |           | Dorijan Marušič                                       | SD    |
| Ministre sans portefeuille Chargé l'Autonomie locale et la Politique régionale                                      |           | Boštjan Žekš                                          | Sans  |